# Горнер, Уильям Джордж
Уильям Джордж Горнер (англ. William George Horner, 1786 — 22 сентября 1837) — британский математик, в честь которого названа схема Горнера. Также он считается изобретателем зоотропа.
Родился в 1786 году в городе Бристоль в Англии. Получил образование в Кингсвудской школе Бристоля. В возрасте 16 лет он стал помощником директора в Кингсвудской школе и директором 4 года спустя. В 1809 году уехал из Бристоля и основал свою собственную школу (The Classical Seminary) в Бате.
В 1819 году опубликовал способ приближённого вычисления действительных корней многочлена, который называется теперь способом Руффини — Горнера (этот способ был известен китайцам ещё в XIII веке). Работа была напечатана в философских работах Королевского научного общества.
В XIX — начале XX века метод Горнера занимал значительное место в английских и американских учебниках по алгебре. Де Морган показал широкие возможности метода Горнера в своих работах.
Умер 22 сентября 1837 года. После смерти Горнера его сын, которого тоже звали Уильям, продолжил управление школой в Бате.

## Избранные работы
- I. On Annuities. — II. Imaginary cube roots. — III. Roots of Binomials, dated Bath, 9 September 1816, Annals of Philosophy, 8 (Oct. 1816), 279—284.
- Corrections of the paper inserted in the last number of the Annals, p. 279, dated Bath, 3 October, 1816Annals of Philosophy, 8 (Nov. 1816), 388—389.
- Formulas for estimating the height of mountains, dated Bath, 13 February 1817 Annals of Philosophy, 9 (March, 1817), 251—252.
- On cubic equations, dated Bath, 17 January 1817, Annals of Philosophy, 9 (May, 1817), 378—381.
- On popular methods of approximation, dated Bath, 1819, Math. Rep. New Series, 4 (1819), Part II, 131—136.
- On algebraic transformation, as deducible from first principles, and connected with continuous approximations, and the theory of finite and fluxional differences, including some new modes of numerical solution
- Extension of Theorem of Fermat, dated 26 December, Annals of Philosophy New Series, 11 (Feb, 1826), 81-83.

## Источник
- Horner, William George. Dictionary of National Biography. London: Smith, Elder & Co. 1885—1900.